# 森川万智子
森川 万智子（もりかわ まちこ、1947年3月 - 2019年10月5日）はフリーライター、日本の慰安婦問題の研究家。慰安婦として文玉珠を見出し、韓国やビルマの慰安婦への聞き取り調査結果を著書やビデオにまとめた。1996年度第16回山川菊栄記念婦人問題研究奨励金をうけた。2016年には第20回高良留美子女性文化賞を受賞した。

## 人物
福岡県太宰府市生まれ。山口県立下関南高等学校卒。1966年から1986年まで郵便局員として労働運動に関わる。その後、出版社・印刷会社勤務を経て、フリーライターに転じた。福岡に帰郷後は小規模な老人介護施設を経営した。
韓国人女性の文玉珠は18歳でビルマ（現在のミャンマー）に連行され、21歳で終戦を迎えた。1992年、文は日本軍の「慰安婦」として名乗り出た。森川は、かつて勤めていた郵便局に文が軍事貯金をしていたことを知り、旧郵政省に払い戻しを求める活動を支援するようになった。「慰安婦だった証拠がある人の記録をしよう」と思い立ち、同年から1995年まで自費で18回韓国に行き、文にインタビューをした。1995年からミャンマーの現地調査を行い、文が語った慰安婦時代の体験を記録した。調査の結果は『文玉珠 ビルマ戦線楯師団の「慰安婦」だった私』（梨の木舎　1996年）としてまとめられ、4000部が発行された。同書は山川菊栄賞を受賞した。森川は1996年に文が亡くなってからも調査を続け、1997年から1998年にかけてミャンマーに滞在し、200人以上の聞き取りや、慰安所とされた建物の調査を行った。
2005年、戦後60年を記念して『文玉珠 ビルマ戦線楯師団の「慰安婦」だった私』が韓国で翻訳出版された。手掛けたのは2004年から慰安婦の証言集作りに取り組む女性団体「挺身隊ハルモニと共にする市民の会」で、1000部が発行された。
2019年10月5日、急性骨髄性白血病のため死去。

## 著書
- 『文玉珠　ビルマ戦線楯師団の「慰安婦」だった私､教科書に書かれなかった戦争 (Part 22)』文玉珠(語り)・森川万智子(構成と解説)(梨の木舎1996年)ISBN 978-4816695193
  - 新装増補版 梨の木舎 2015年 ISBN 978-4816695193
- 『「慰安婦」問題Q&A―「自由主義史観」へ 女たちの反論』池田恵理子・金富子・西野瑠美子・森川万智子・川田文子・鈴木裕子・松井やより・石坂啓(イラスト)・アジア女性資料センター(編) (明石書店1997年)ISBN 9784816615016
- 『ビルマ（ミャンマー）に残る性暴力の傷跡』「従軍慰安婦」問題を考える女性ネットワーク編（1998年、自家版）

## 映像作品
- 『ビルマに消えた「慰安婦」たち』森川万智子、池田恵理子撮影・構成（1999年、ビデオ塾）NCID BA71108124
- 『ビルマの日本軍「慰安婦」1997年～2000年現地調査の記録』森川万智子取材・構成・撮影（2000年）NCID BA7110893X
- 『シュエダウンの物語』（2006年）